# Championnat de France féminin de volley-ball 1976-1977
Navigation
Saison précédente Saison suivante
Le Championnat de France de volley-ball féminin, Nationale 1 1976-1977, a opposé les huit meilleures équipes françaises de volley-ball.

## Listes des équipes en compétition
| \| Clamart Lyon ASPTT Montpellier Paris UC Montpellier UC Nancy CASG Nanterre \| Localisation des clubs engagés dans le championnat. |
| Clamart Lyon ASPTT Montpellier Paris UC Montpellier UC Nancy CASG Nanterre                                                           |

| CSM Clamart       |
| ASU Lyon          |
| ASPTT Montpellier |
| Montpellier UC    |
| SLUC Nancy        |
| CASO Nanterre     |
| CASG Paris        |
| Paris UC          |

## Formule de la compétition
- Type championnat : huit équipes en compétition avec quatorze matches aller et retour. En fin de saison, trois descentes et une montée de Nationale 2, championnat ramené à six équipes.

## Saison régulière

### Classement
| # | Équipe         | Pts | J  | G  | P  | SP | SC |
| 1 | Montpellier    | 27  | 14 | 13 | 1  | 41 | 6  |
| 2 | Lyon           | 26  | 14 | 12 | 2  | 38 | 12 |
| 3 | Paris UC       | 25  | 14 | 11 | 5  | 35 | 22 |
| 4 | SLUC Nancy     | 21  | 14 | 7  | 7  | 28 | 26 |
| 5 | Clamart        | 20  | 14 | 6  | 8  | 25 | 27 |
| 6 | Montpellier UC | 18  | 14 | 4  | 10 | 18 | 34 |
| 7 | CASG Paris     | 17  | 14 | 3  | 11 | 16 | 36 |
| 8 | Nanterre       | 14  | 14 | 0  | 14 | 4  | 42 |

## Bilan de la saison
| Tableau d'Honneur |                   |
| Compétition       | Vainqueur         |
| Nationale 1       | ASPTT Montpellier |

| Qualifications européennes 1977-1978 |                   |
| Compétition                          | Qualifiés         |
| Coupe d'Europe des Clubs Champions   | ASPTT Montpellier |
| Coupe des vainqueurs de Coupes       | ASU Lyon          |

| Promotions et relégations |                                         |
| Relégués en Nationale 2   | CASG Paris Montpellier UC CASO Nanterre |
| Promu de Nationale 2      | Tourcoing Sports                        |